# Малард
Малард (перс. مَلارد‎) — один из городов в Иране (остан Тегеран). Этот город — главный центр Центрального бахша шахрестана Малард. Расстояние между Малардом и крупным городом Шахрияр, расположенным к востоку от Маларда, - 6 километров. А расстояние между Малардом и центром провинции Альборз, быстро растущим городом-миллионником Кереджем, который находится к северу от него, - 22 километра. Принято решение продлить ветку метро Тегеран-Кередж и до Маларда.

## Демографическая динамика Маларда
Согласно трем последним переписям населения Ирана, численность жителей Маларда изменялась следующим образом: 88,1 тыс. чел. (перепись 25 октября 1996 г.), 228,7 тыс. чел. (25 октября 2006 г.) и 290,8 тыс. чел. (24 октября 2011 г.), причем мужчин в городе было заметно больше чем женщин: 148,0 тыс. против 142,9 тыс. Доля города в населении остана Тегеран за 2006-2011 гг. значительно выросла - с 2,0 до 2,4%. С 1996 по 2006 гг. Малард поднялся с 7-го на 5-е место по величине среди городов провинции Тегеран, а в 2011 г. стал уже третьим (после Тегерана и Исламшехра). Таким образом, город пережил исключительно высокие среднегодовые темпы общего прироста населения в конце 1990-х — начале 2000-х гг. (10,0% в год), а его население за это десятилетие увеличилось почти в 3 раза.  Такие темпы роста не могли быть обеспечены только за счет рождаемости, даже если предположить, что она в Маларде была на уровне физиологического максимума (примерно 50 рождений на 1000 человек), и говорят об очень больших темпах миграции, массового переселения населения в этот город. За последующее пятилетие темпы роста резко упали — до 4,9% в год, и общий рост составил только 1,3 раза. Однако темпы прироста населения Маларда все равно остаются чрезвычайно высокими, их невозможно достичь за счет одной только рождаемости, и свидетельствуют о том, что массовая миграция и интенсивное заселение и развитие этого города продолжаются. Из-за быстрого падения темпов роста населения количество жителей, прибавляющееся в городе в среднем за год, несколько снизилось: с 14,1 тыс. человек в среднем за 1996-2006 гг. до 12,4 тыс. в 2006-2011 гг. Если это число останется неизменным, то Малард перешагнет важный рубеж в 500 тысяч человек уже в 2028 году и станет одним из крупнейших городов не только провинции Тегеран, но и всего Ирана.

## Малард в старые времена
В персидском словаре Моина написано: «Малард — деревня, часть бахша Шахрияр шахрестана Тегеран, расположенная в 6 километрах к западу от Али-Шах Аваза [ныне — город Шахрияр]; климат его - умеренный, в деревне 5970 душ населения, они пользуются водой для орошения из каналов и реки Карадж».

## Версии происхождения названия
Название «Малард» может быть сокращением от персидского «Малар-дех», в котором «дех» - деревня, а «малар» обозначает сооружение, состоящее из трех соединённых между собою бревен так, что они образуют пирамиду; в таком виде их закрепляли на земле и вешали на них бурдюки с кислым молоком («дух»). Зафиксированы кроме того и более старые названия - «Фардис» и «Джукейн», которые можно трактовать, соответственно, как «имеющий сад, окруженный стеною» и «место, где протекает ручей».
Существует и другая версия происхождения слова «Малард», - что оно идет от слов «махалл-е ард» (букв.: место, где производится мука). Кто-то считает, что название надо возводить к словосочетанию «мал-е ат» (маль — сокращенно от «махалль» - место; ат — лошадь), то есть, Малард - место, где водится много лошадей и мулов. Однако, учитывая то, что части города имеют названия вроде «Сар-Асьяб» (букв.: Начало мельницы), то вторая версия происхождения названия представляется более убедительной. То есть, населенный пункт получил свое название, поскольку в нём находились мельницы и мололи муку.

## Достопримечательности Маларда
Среди древних культурных памятников города надо указать на зороастрийский храм огня Тахт-е Ростам и гробницу Имамзаде Ибрахима, где похоронен сейид Ибрахим, один из сыновей почитаемого имама Хади. Гробница с давних пор является центром паломничества местных жителей. В деревне Махмудабад поблизости Маларда расположена крепость с валом высотой в 4 м и башнями вокруг него по 8 м высотой.